# Bélé (Sénégal)
Pour les articles homonymes, voir Bélé.
Bélé est une localité du Sénégal, située dans le département de Bakel et la région de Tambacounda, dans l'est du pays.

## Histoire
C'est le chef-lieu de l'arrondissement de Bélé depuis la création de celui-ci par un décret du 10 juillet 2008. 

## Démographie
On y dénombre 583 personnes et 63 ménages.